# Callanish
Callanish (gael. Calanais) – wieś w Szkocji, na wyspie Lewis w Hebrydach Zewnętrznych.
Miejsce znane z powodu dużego zgrupowania neolitycznych stojących megalitów wzniesionych tam prawdopodobnie ponad 2000 lat p.n.e.